# 上海音像资料馆
上海音像资料馆又称上海广播电视台节目资料中心，是中華人民共和國上海市一家的音像资料檔案馆和收集機構，也是中國首家專門管理广播电视节目的机构，該機構收藏有上海广播电视台各类广播、电视节目和音像资料。

## 歷史
上海音像资料馆成立于1984年。